# Robert Thomas junior

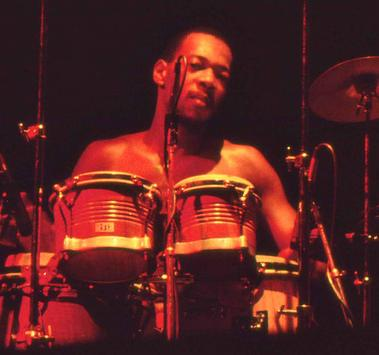
Robert Thomas, Jr. (bei Weather Report, Amsterdam 1980)

Robert Thomas junior (* um 1956 in Miami) ist ein amerikanischer Perkussionist des Jazz, der direkt mit den Händen trommelt. 

## Leben und Wirken
Thomas, der am North Miami Beach aufwuchs, wurde von seinem Schullehrer ermutigt Musik zu machen; da er kein Instrument hatte, trommelte er zunächst auf der Schulbank. Er sang im Chor der Oak Grove Missionary Baptist Church bevor er im Alter von 16 Jahren als Perkussionist bei der Broomfield Family einstieg. Nach der Highschool studierte er Kunst am Dade Community College in Miami. Er entdeckte den Jazz und trat bald in lokalen Clubs mit Musikern wie Zoot Sims, Thad Jones und Mel Lewis auf. Mit Monty Alexander ging er auf Tournee und spielte das Album Ivory & Steel ein. Nachdem er mit Jaco Pastorius aufgetreten war, wurde er 1980 Mitglied von Weather Report; bis 1986 spielte er dort. Nach der Auflösung der Band legte er ein eigenes Album, In the Dreamtime, vor. Bis 1994 war er in The Zawinul Syndicate und weiteren Projekten von Joe Zawinul aktiv. 
Weiterhin trat er mit Jaco Pastorius (Word of Mouth) auf, aber auch mit Stan Getz, David Sanborn, Carlos Santana, Eddie Harris, Branford Marsalis, Herbie Mann, Ahmad Jamal und Jeff Tain Watts. Im Bereich der Weltmusik arbeitete er mit Amit Chatterjee, und dem afrikanischen Musiker Vinx. Gemeinsam mit Reuben Hoch leitet er das Chassidic Jazz Project. Mit Felix und Julius Pastorius, Leroy Romans und Paxi Pastor gründete er die Band 7th World. Er ist auch auf Alben von The Players, Ira Sullivan, Roberto Perera, Randy Bernsen, Othello Molineaux und Antoine Hervé zu hören.